# 동공 빛 반사

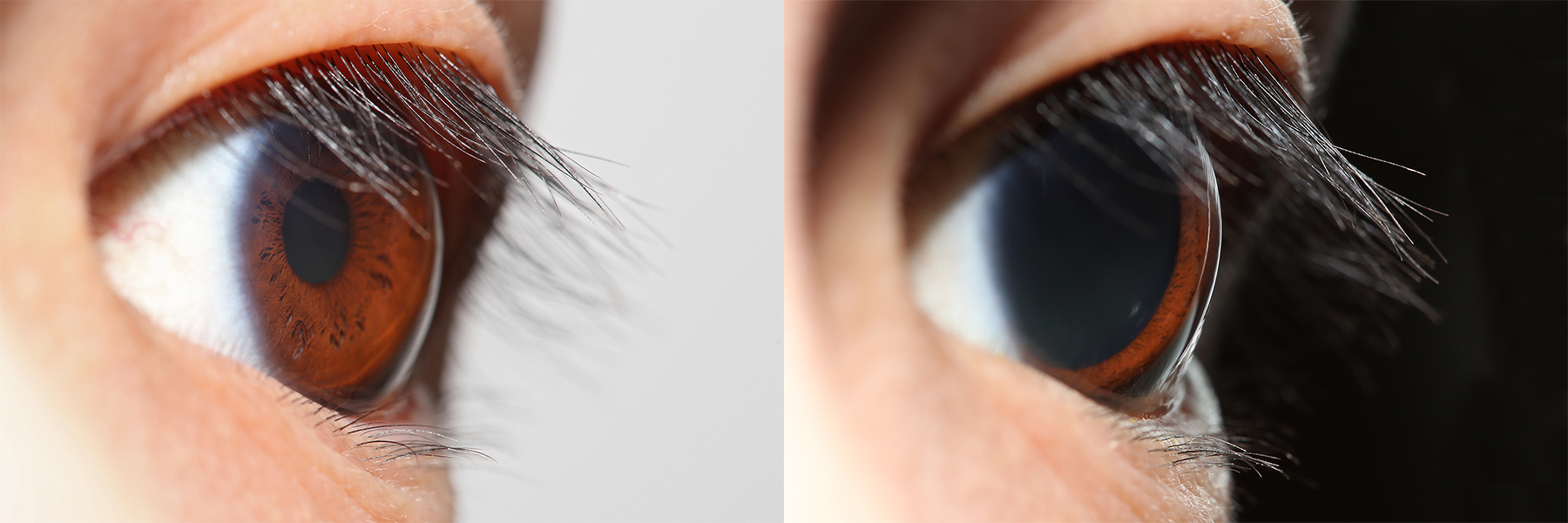
밝은(왼쪽)과 어두운(오른쪽) 환경에서 동공 크기의 변화. 이 경우 동공은 왼쪽에서 직경이 3mm이고 오른쪽에서 9mm이다.

동공 빛 반사(pupillary light reflex, PLR, 동공대광반사) 또는 광동공 반사(photopupillary reflex)는 눈 뒤쪽에 있는 망막의 망막 신경절 세포에 떨어지는 빛의 강도(휘도)에 반응하여 동공의 직경을 제어하여 다양한 수준의 밝기/어두움에 대한 시력의 적응(adaptation)을 도와주는 반사이다. 빛의 강도가 높을수록 동공이 수축되고(동공수축(miosis/myosis); 그에 따라 빛이 덜 들어오게 됨), 빛의 강도가 낮을수록 동공이 확장된다(동공확대(mydriasis); 그에 따라 더 많은 빛이 들어오게 됨). 따라서 동공 빛 반사는 눈으로 들어오는 빛의 강도를 조절한다. 한쪽 눈에 빛이 들어오면 양쪽 동공이 수축된다.

## 같이 보기
- 동공확대
- 동공수축
- 동공 반응(pupillary response)
- 옵신
- 멜라놉신
- 내재적인 감광성 망막 신경절 세포
- 뒤 맞교차